# Линь Бай
Линь Бай (кит. упр. 林白, пиньинь Lín Bái), настоящее имя Линь Байвэй (кит. упр. 林白薇, пиньинь Lín Báiwēi, р.1958) — китайская писательница.

## Биография
Родилась в 1958 году в Бэйлю, рано лишилась отца. Окончив в 1982 году Уханьский университет, работала в библиотеке, на киностудиях, в редакциях. В настоящее время живёт в Пекине.
Сначала Линь Бай писала стихи, потом перешла на прозу, написала более пяти сборников рассказов и повестей и три романа. Литературная известность пришла к ней в 1990 году с повестью «Цзыдань чуаньго пинго» («Пробитое пулей яблоко»). В 1998 году Линь Бай издала собр. соч. в 4-х т. Произведения Линь Бай населены женщинами и повествуют об их амурных приключениях, что сама автор именует «индивидуализацией творчества».
Трудности, испытываемые совр. женщинами в отношениях с мужчинами, описаны в её произведениях по-новому, что многими признается вкладом в китайскую литературу. Она пишет о таких личных переживаниях, которые прежде в кит. лит-ре были практически табуированы. В её произведениях изображается напряженная «межполовая война», к-рая часто приводит к отчаянию и трагедиям. Эмоции её героинь, «перерастающие в дружбу», выглядят подчас шокирующе. Сам процесс взросления девушки под пером писательницы предстает как «война с собой». У молодого читателя книги Линь Бай пользуются популярность.